# 巴克恰爾區
57°01′N 82°04′E / 57.017°N 82.067°E
巴克恰爾區（俄语：Бакчарский район），是俄羅斯的一個區，位於該國中南部，由托木斯克州負責管轄，面積24,700平方公里，2010年人口13,419，人口密度每平方公里0.54人。